# Die Musikantenlene
Die Musikantenlene ist ein österreich-ungarisches Stummfilmmelodram aus dem Jahre 1912 von Felix Dörmann mit Eugenie Bernay in der Titelrolle.

## Handlung
Im Zentrum der Geschichte steht die junge Lene Brandt, die aus ganz einfachen Gesellschaftskreisen kommt und davon träumt, eines Tages eine große Musikkünstlerin und gefeierte Sängerin zu werden. Doch der Weg dorthin ist weit und mit reichlich Steinen gepflastert. Eines Tages gelingt Lene der Durchbruch zur umjubelten Sängerin, und sie ist somit, titelgerecht, zur Musikantenlene geworden. Der gesellschaftliche Aufstieg in die ersten Kreise Wiens ist gesichert. Sie eilt nach ihrem ersten überwältigenden Triumph nach Hause und möchte dem alten Vater, der offensichtlich im Lehnstuhl eingeschlafen ist, die freudige Botschaft beibringen. Sie redet glückselig auf ihn ein und bemerkt nicht, dass der dort friedlich sitzende Alte mittlerweile gestorben ist. Die Blumen, mit der man ihr nach der Vorstellung gehuldigt hat, zerpflückt Lene tieftraurig und lässt die Blütenblätter auf den toten Vater herabregnen.

## Produktionsnotizen
Die Musikantenlene entstand wohl im Sommer 1912 in Wien in Oberösterreich und besaß drei Akte, verteilt auf 1050 Metern Länge. Die Uraufführung war im September oder Oktober 1912.

## Kritik
Der Teplitz-Schönauer Anzeiger schrieb: „Glänzend ausgestattet ist das dreiaktige Sittendrama “Die Musikantenlene”, von Wiener Künstlern dargestellt. Es fehlt nicht in diesem Kinodrama an spannenden und ergreifenden Momenten.“
Der Kinematograph verwies darauf, dass die mitwirkende Schauspielerin Eugenie Werner „durch ein massvolles und vollendetes Spiel die Aufmerksamkeit auf sich lenkt.“